# Yaroslav Podlesnij
Yaroslav Ígorevich Podlesnij (en ruso Ярослав Игоревич Подлесных, 3 de septiembre de 1994) es un jugador profesional de voleibol ruso, juega en posición receptor/atacante.

## Palmarés

### Clubes
Campeonato de Rusia:
- 2019, 2021
- 2020

Supercopa de Rusia:
- 2019

Copa de Rusia:
- 2020

Copa CEV:
- 2021[1]

### Selección nacional
Liga de Naciones:
- 2018,[2] 2019

Juegos Olímpicos:
- 2020